# Zoltán Speidl

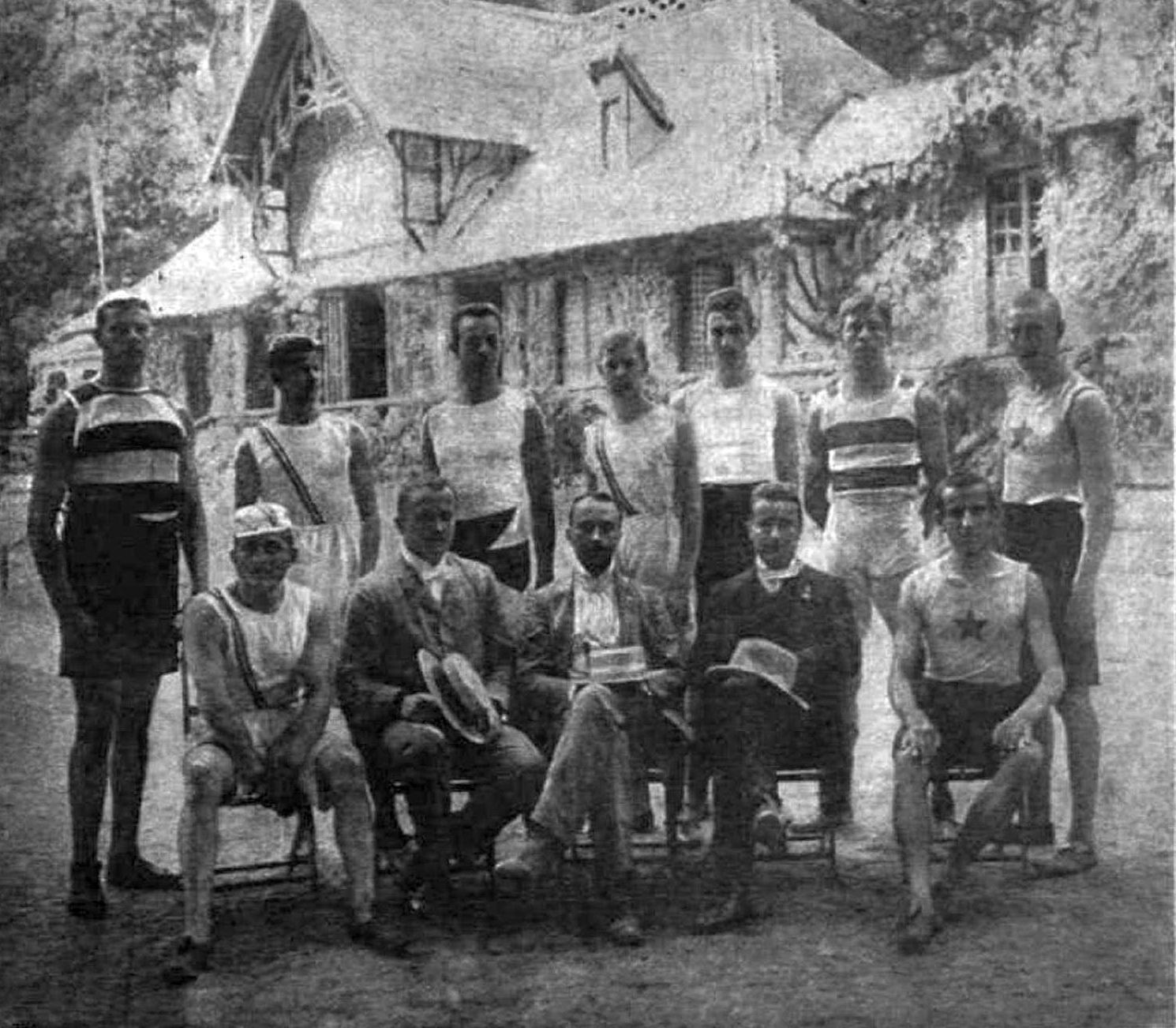
Olympische Sommerspiele 1900, ungarische Mannschaft

Zoltán Speidl (* 17. März 1880 in Losonc, Königreich Ungarn; † 3. Juli 1917 in Budapest) war ein ungarischer Leichtathlet und Fußballschiedsrichter.
Bei den Olympischen Spielen 1900 in Paris wurde er Fünfter im 800-Meter-Lauf. Über 400 m und im Hürdenlauf über 200 m schied er in der Vorrunde aus.
1901 wurde er ungarischer Meister über 440 Yards. Seit diesem Jahr wurde er zunächst auf nationaler, später auch auf internationaler Ebene als Fußballschiedsrichter eingesetzt.